# كأس فرنسا 1980–81
كأس فرنسا 1980–81 (بالفرنسية: Coupe de France de football 1980-1981)‏ هو الموسم 64 من كأس فرنسا. أشرف على تنظيمه اتحاد فرنسا لكرة القدم، وفاز فيه نادي باستيا.